# 更別駅
更別駅（さらべつえき）は、北海道（十勝支庁）河西郡更別村字更別にかつて存在した、日本国有鉄道（国鉄）広尾線の駅（廃駅）である。電報略号はサラ。事務管理コードは▲111507。

## 歴史

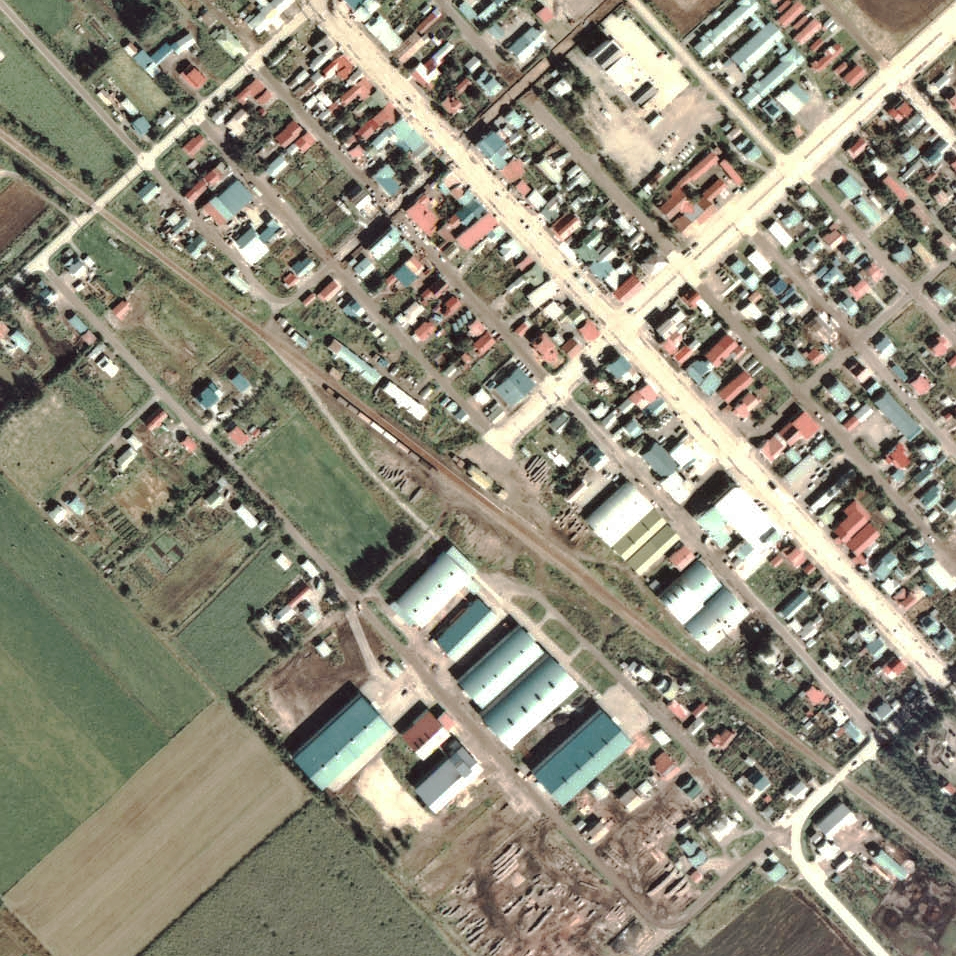
1977年の更別駅と周囲約500m範囲。右下が広尾方面。

- 1930年（昭和5年）10月10日 - 国有鉄道（鉄道省）広尾線中札内駅 - 大樹駅間の延伸開通に伴い、開業[3][4]。一般駅[3]。
- 1982年（昭和57年）9月10日 - 貨物の取り扱いを廃止[1]。
- 1984年（昭和59年）2月1日 - 荷物の取り扱いを廃止[1]。
- 1987年（昭和62年）2月2日 - 広尾線の全線廃止に伴い、廃駅となる[1]。

### 駅名の由来
所在地名より。開業時点では当地は大正村大字幕別村の一部であったが、後年の分村により村名となった。

## 駅構造
廃止時点で、1面1線の単式ホームを有する地上駅であった。ホームは、線路の北東側（広尾方面に向かって左手側）に存在した。かつては2面2線の相対式ホームを有する、列車交換可能な交換駅であった。使われなくなった駅舎と反対側の1線は、交換設備運用廃止後も側線として残っていた（但し、1983年（昭和58年）時点ではプラットホームは撤去されていた）。
その他、本線広尾方から駅舎側に分岐し駅舎南側のホーム切欠き部分の貨物ホームへの貨物側線を1線、また上記旧交換線である側線の帯広方から分岐した行き止まりの側線を1線有していた。
職員配置駅となっており、駅舎は構内の北東側に位置しホーム中央部分に接していた。間口が狭い小ぢんまりとした駅舎であった。
更別村農協の専用線が接続していた。

## 利用状況
1981年度（昭和56年度）の1日当たりの乗降客数は178人。

## 駅跡地・周辺
火山灰の畑作地帯で、アスパラガスやスイートコーンの産地であった。
- 北海道道470号更別停車場線・北海道道472号更南更別停車場線
- 国道236号（広尾国道）[6]
- 更別村役場
- 帯広警察署更別駐在所
- 更別郵便局
- 北海道更別農業高等学校
- 更別村立更別中央中学校
- 更別村立更別小学校
- 更別村農業協同組合（JA更別村）
- 猿別川[6]
- サラベツ川[6]
- 十勝バス更別案内所
- 十勝バス「更別」停留所

## 駅跡
1999年（平成11年）時点では、駅跡地に「更別駅」と記載された記念碑が建立されていた。この記念碑は御影石製で、1997年（平成9年）に開村50年に合わせて建立され、表側上段には駅舎をスケッチした陶板がはめ込まれており、下段には碑文として広尾線の意義や歴史が記載されている。裏面には、駅名標を模した陶板がはめ込まれている。2010年（平成22年）時点、2011年（平成23年）時点でも同様であった。駅舎などの施設は撤去され、構内の跡は空き地になっている。
駅周辺の農業倉庫なども2010年（平成22年）時点で残存しており、駅の雰囲気を残している。
また、2010年（平成22年）時点では当駅跡と上更別駅跡の間にある南4線川にガーダー橋が残存している。

## 隣の駅
日本国有鉄道
広尾線
中札内駅 - 更別駅 - 上更別駅